# CJ프레시웨이
CJ프레시웨이(CJ freshway)는 건강하고 풍요로운 식문화 창출을 위해 기여하는 식자재 유통 및 푸드서비스 전문 기업이다.

## 연혁

### 1990년 ~ 1999년
- 1988년 10월 삼일농수산 설립
- 1999년 1월 국내 대기업 최초로 식자재 유통 사업 진출

### 2000년 ~ 2009년
- 2000년 11월 식자재 전문 브랜드 ‘이츠웰’ 출시
- 2001년 7 코스닥 기업 상장
- 2003년 11월 업계 최초 HACCP 인증제 시행, 식품안전센터 운영 시작
- 2005년 1월 업계 최초 ISO 22000 인증
- 2007년 1월 국내 최초 병원 HACCP 지정
- 2008년 3월 ‘CJ프레시웨이’로 사명 변경
- 2009년 8월 지역 상생 식자재 유통 모델 ‘프레시원’ 설립

### 2010년 ~ 현재
- 2010년 7월 국내 최대 규모 저온물류센터,이천통합물류센터 오픈
- 2011년 1월 매출 1조원 클럽 가입
- 2012년 1월 업계 최초 베트남 단체급식 시장 진출
- 2014년 11월 여성가족부 선정 ‘가족친화인증기업’ 획득
- 2015년 1월 업계 최초 매출 2조원 돌파
- 2015년 1월 업계 최초 종합인증우수업체 (AEO) 재인증 획득
- 2015년 10월 업계 최초 ‘ESG 평가’ 지배구조 우수기업 선정
- 2016년 3월 고용노동부 주관 ‘고용창출 100대 우수기업’에 선정
- 2016년 9월 베트남 최대 국영 유통기업 ‘사이공트레이딩 그룹’과 수입식품 공급 MOU 체결
- 2016년 10월 베트남 최대 외식기업 골든게이트와 식자재 구매통합 MOU 체결
- 2016년 11월 업계 최초 ‘ESG 평가’ 최우수기업 선정, 평가항목 全 부문 A등급
- 2017년 2월 업계 최초 칠레 남미사무소 개소
- 2017년 5월 베트남 호치민 물류센터 착공

## 사업영역
CJ프레시웨이의 사업영역은 크게 식자재 유통 사업, 푸드서비스(단체급식) 사업, 글로벌 사업 3가지 영역으로 볼 수 있다.
- 식자재 유통 사업: 다양하고 차별화된 상품 소싱력과 전국 각지의 최첨단 물류센터를 기반으로 한 안정적인 공급망을 통해 개인 식당부터 대기업 식품 제조 원료 공급까지 적시에 최고 품질의 상품을 제공하고 있습니다.
- 푸드서비스(단체급식) 사업: 사업은 국내 최초 병원 HACCP 인증 획득 및고객 맞춤형 메뉴 개발 등으로 병원, 골프장 경로에서 신규 수주를 지속 확대하고 있으며 CJ그룹 컨텐츠를 연계한 외식형 메뉴 개발로 급식문화를 선도하고 있습니다.
- 글로벌 사업: 중국, 베트남, 미주 등지에서 현지 유통업체와 전략적 제휴로Captive성 내수 유통을 확대하고 있으며 물류센터 등의 인프라 구축으로 단체급식 경쟁력 강화 및 내수 유통망 확대의 기반이 마련되고 있습니다.

## 같이 보기
- 현대그린푸드
- 아워홈
- 삼성웰스토리
- 푸디스트
- 동원홈푸드